# Хелоуин убива
„Хелоуин убива“ (на английски: Hallowen Kills) е американски слашър филм от 2018 г. на режисьора Дейвид Гордън Грийн, който е съсценарист с Дани Макбрайд и Скот Тиймс. Филмът е продължение на „Хелоуин“ (2018) и е дванадесетата част от поредицата „Хелоуин“. Във филма участват Джейми Лий Къртис, Джуди Гриър, Анди Матичак, Уил Патън, Томас Ман, Антъни Майкъл Хол и Кайл Ричардс.

## Актьорски състав
| Актьор            | Роля                          |
| ----------------- | ----------------------------- |
| Джейми Лий Къртис | Лори Строд                    |
| Джуди Гриър       | Карън Нелсън                  |
| Анди Матичак      | Алисън Нелдън                 |
| Уил Патън         | Франк Хокинс                  |
| Антъни Майкъл Хол | Томи Дойл                     |
| Робърт Лонгстрийт | Лони Елам                     |
| Дилън Арнолд      | Камерън Елам, гадже на Алисън |